# Judith und Mel

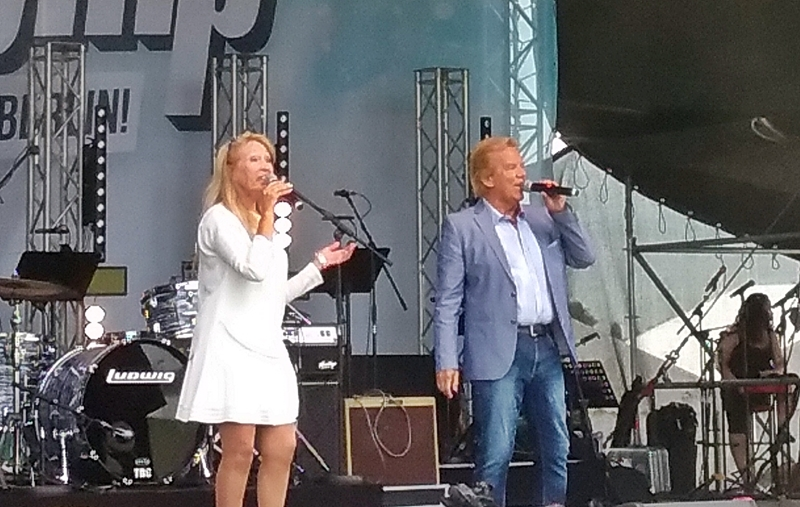
Judith und Mel beim Schlagerolymp in Berlin (2016)

Judith und Mel sind ein deutsches Gesangsduo auf dem Gebiet des volkstümlichen Schlagers.

## Geschichte
Judith Jersey (bürgerlich: Judith Kristina Barbara Jupe; * 17. Juli 1952 in Oldenburg) und Mel Jersey (bürgerlich: Eberhard Karl Alfons Jupe; * 1. Oktober 1943 in Falkenau, Kreis Grottkau (Oberschlesien)) sind seit dem 24. November 1984 verheiratet und haben zwei Töchter.
Mel Jersey trat Anfang der 1970er Jahre als Schlagersänger in Erscheinung. Er hatte einige Hits wie Lisa (immer für dich), Lady of Love, Ich sitz’ zwischen 2 Stühlen usw. und mehrere Auftritte in Rundfunk und Fernsehen und war 1980 und 1982 bei der deutschen Vorentscheidung zum Grand Prix Eurovision de la Chanson (heute Eurovision Song Contest) als Sänger, Komponist und Texter vertreten. Daneben schrieb er Schlager für andere Interpreten, darunter Roy Black, Lena Valaitis, Florian Silbereisen, Stefan Mross, Eberhard Hertel, Margitta & Töchter, Dennie Christian, Alpentrio Tirol, Andy Borg und Mara Kayser.
Begonnen haben Judith & Mel ihre musikalische Zusammenarbeit schon im Jahre 1984 mit der Studioaufnahme Ich habe mich heut Nacht an dich verloren, mit der sie dann 1986 in der Aktuellen Schaubude ihren ersten Fernsehauftritt hatten. Von da an nannten sie sich Heimatduo Judith & Mel, später nur noch Judith & Mel. Der erste große Fernsehauftritt, durch den sie bekannt wurden, war beim Grand Prix der Volksmusik 1990, wo sie mit dem Lied Land im Norden international den 5. Platz erreichten. Insgesamt waren die beiden neun Mal beim Grand Prix der Volksmusik dabei und erreichten jedes Mal das internationale Finale. Diese Serie rundeten sie mit einem 3. Platz für den Titel Die goldenen Jahre 1999 ab. Als Komponist, Texter und Produzent nahm Mel Jersey zwölf Mal in den letzten 20 Jahren am Grand Prix der Volksmusik teil, denn außer mit Judith & Mel war er mit den Gruppen „Gemeinsam“, „Margitta & Töchter“ und „Jannika“ in den Finalen dabei. Ein Misserfolg war die bislang letzte Teilnahme von Judith & Mel im Jahre 2009: Die beiden wurden mit dem Lied Liebe gibt, Liebe nimmt Letzter.
Auch bei anderen Wettbewerben wie zum Beispiel ARD-Schlagerparaden oder Musikanten-Kaiser belegten die beiden oftmals den ersten Platz und beim norddeutschen Wettbewerb Lieder so schön wie der Norden 1993 konnten sie mit Alles klar, alles klar den 3. Platz holen.
Für ihre Verdienste um den Norden und die Stadt Oldenburg wurden die beiden mit der „Großen Stadtmedaille“ ausgezeichnet.

## Ehrungen
- 2× Edelweiß 1992 und 1993
- 3× Krone der Volksmusik 1992/1998 und 2002 als Jahressieger der Hitparade „Bi uns to Hus“
- 2× Goldene Stimmgabel 2000 und 2001
- 2× Hermann-Löns-Preis 1993 und 1994
- 3× Sieger beim Winter-Grand-Prix Winter-Wunderland
- ZDF-Sonderpreis für die meisten gewonnenen ZDF-Hitparaden der Volksmusik
- ZDF-Super-Hitparade 2001 (Sieger)

## Diskografie

### Alben (Auswahl)
bis 2007 bei Koch-Universal veröffentlichte Alben
- 1990: Heimatland
- 1992: Perle der Heimat
- 1993: Alles klar
- 1994: Danke für alles
- 1995: Von ganzem Herzen
- 1995: Zauber deiner Heimat
- 1996: Das Beste
- 1997: Für dich
- 1998: Viel Glück
- 1998: Land im Norden
- 1999: Die Erfolgsstory – Jubiläumsedition
- 1999: Wir
- 1999: Die goldenen Jahre
- 2000: Liebe für die Ewigkeit
- 2000: Weihnachtszeit mit Judith und Mel
- 2001: Alles wird gut
- 2002: Liebe kann alles
- 2002: Mein Herz für dich
- 2003: Unsere allerschönsten Jahre
- 2004: Wer liebt, der lebt
- 2005: Ein Herz und eine Seele
- 2000: Die schönsten Liebeslieder Folge 1
- 2006: Wir für immer
- 2007: Ein Feuerwerk der Liebe

ab 2008 veröffentlichte CDs bei MCP-Records
- 2008: Ein Festival der Gefühle
- 2009: Liebe gibt, Liebe nimmt

ab 2012 bei DA Music
- 2012: Meine Liebe, Deine Liebe
- 2014: Best of 25 Jahre
- 2014: Die Sterne steh’n heut’ wieder gut

### Singles (Auswahl)
- 1990: Land im Norden
- 1990: Glaube, Hoffnung, Liebe
- 1993: Komm kuscheln
- 1993: Alles klar, alles klar
- 1994: Danke für alles
- 1995: Wir
- 1997: Der Zauber einer Nacht
- 1997: Die Zehn Gebote der Liebe
- 1999: Die goldenen Jahre
- 1999: Die Zeit vergeht
- 1999: Mit den Augen gefunden
- 2001: Alles wird gut

### Videoalben
- 2006: Wir für immer (Koch-Universal)
- 2008: Gefühle (MCP-Records)

### Produzent
- Mel Jersey (ab 2008 für MCP) (vormals für Koch-Universal)